# Ивьевский край
Ивьевский край (бел. Іўеўскі край) — районная газета города Ивье, Беларусь. С 1944 года выходила под названием «Мститель», затем была известна под названием «Луч» и «Путь Ильича». С 1992 года выходит под названием «Іўеўскі край» дважды в неделю на белорусском и русском языках.

## История
Изначально газета имела название «Мститель» и начала выходить в годы Второй мировой войны. Являлась органом Ивьевского подпольного райкома КП(б)Б Барановичской области. Известно о восьми номерах издания (№ 11-18), напечатанных с 3 апреля по 25 июня 1944 года на русском языке. Первый из известных номеров (№ 11) за 3 апреля 1944 года вышел под названием «Белорусский мститель», редактором в тот период являлся Л. М. Шатинский.
После освобождения Беларуси от немецких войск газета продолжила издаваться под названием «Луч». С января 1954 года она стала выходить как «Путь Ильича». С 1965 года издание выступало органом Ивьевского райкома КПБ и районного Совета депутатов трудящихся (с 1977 года — Совет народных депутатов) Гродненской области.
С 1992 года газета выходит под названием «Іўеўскі край» дважды в неделю на белорусском и русском языках. Учредителями выступают Ивьевский районный исполнительный комитет и Ивьевский районный Совет депутатов.

## Содержание
На страницах газеты освещаются темы, связанные с производственно-экономическим и социально-культурным развитием региона, а также вопросы государственной молодежной политики. Значительное внимание уделяется исторической тематике.